# Гюлер, Джемаль Надир
Джемаль Надир Гюлер (имя при рождении Джемаль Надир, фамилию Гюлер взял после принятия в 1934 году закона о фамилиях; 13 июля 1902 — 27 февраля 1947) — турецкий художник-карикатурист.

## Биография

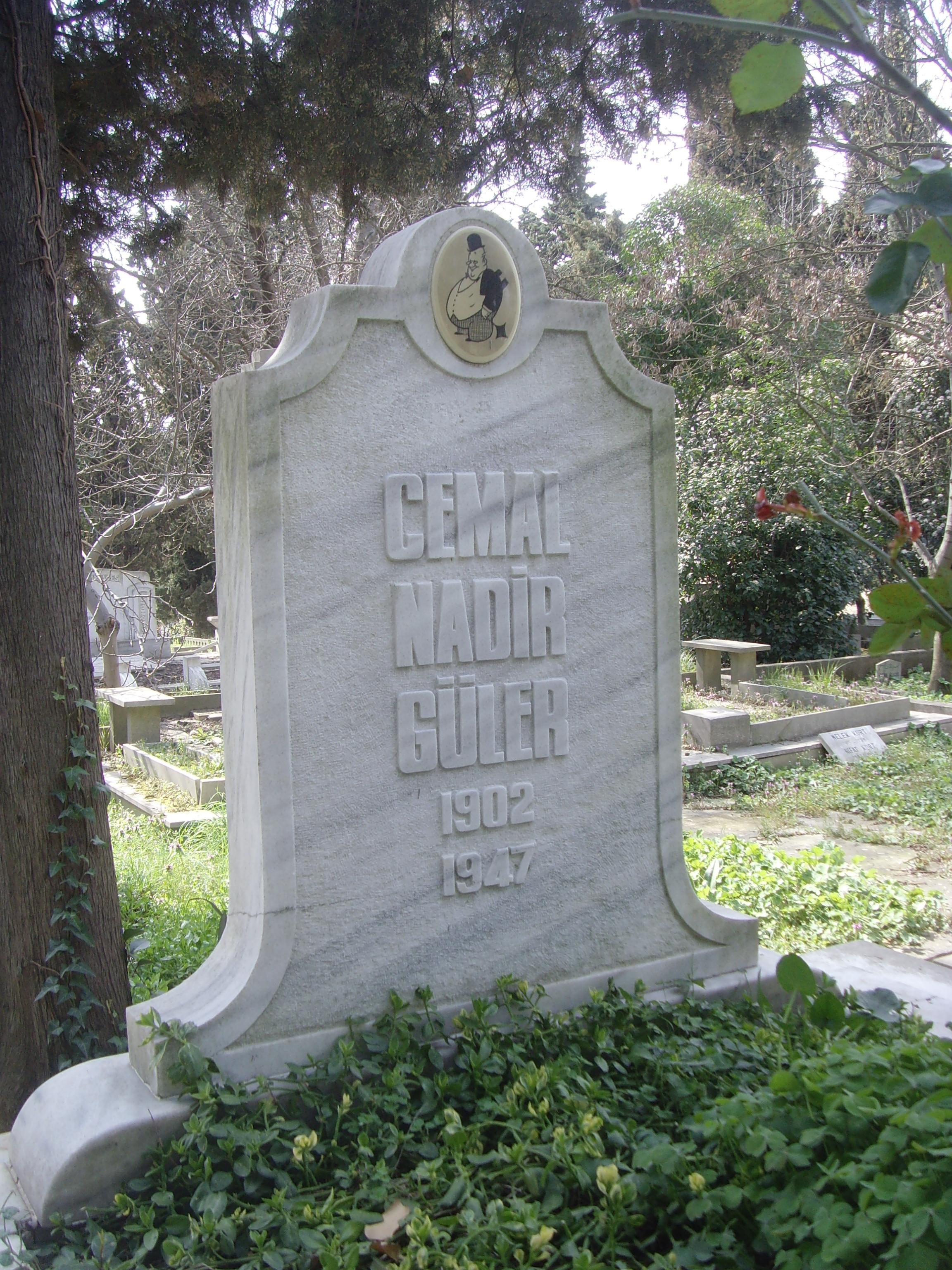
Могила Джемаля Гюлера на кладбище Зинджирликую.

Родился 13 июля 1902 года в Бурсе. Его отец Шевкет работал писарем (тур. hattat) в суде. Джемаль получил начальное образование в родном городе, среднее — в Биледжике. Затем занимался созданием уличных вывесок. Также рисовал карикатуры, первые из них издавались в журнале «Diken». Некоторое время жил в Стамбуле, там работал иллюстратором, но затем вернулся в Бурсу.
27 февраля 1947 года скончался от бактериемии. Похоронен на кладбище Зинджирликую.

### Личная жизнь
В 1923 году женился на девушке по имени Мелахат.

## Карьера
В 1929 году в Турции была проведена реформа алфавита. Арабская письменность была заменена на латиницу, в связи с этим потребовалась замена уличных вывесок. Активное участие в этом принимал Джемаль Гюлер. Также рисовал для газеты «Akşam». Затем работал в газете «Son Posta», а также для ряда сатирических изданий, таких как «Akbaba». Помимо этого, издавал собственный сатирический журнал «Amcabey». В период Второй мировой войны рисовал антинацистские карикатуры для газеты «Cumhuriyet». В 1946 году Республиканская народная партия предлагала Гюлеру баллотироваться в парламент, но он отказался, заявив, что политическая карьера помешает его карьере карикатуриста.

## Персонажи
Создал следующих персонажей:
- Ak’la Kara («Чёрный и белый»)
- Dede ile Torun («Дед и внук»)
- Dalkavuk («Сикофант»)
- Yeni Zengin
- Salamon

Используя этих персонажей, Джемаль Гюлер критиковал социальные проблемы Турции своего времени

## Память
Именем Гюлера были названы две улицы, в Стамбуле и Бурсе. Также в Бурсе установлен его памятник. 2002-й год был объявлен «Ассоциацией карикатуристов» годом Джемаля Надира Гюлера, помимо этого в честь Гюлера был назван ежегодный конкурс карикатуристов.